# Tipped Off
Tipped Off er en amerikansk stumfilm fra 1923 af Finis Fox.

## Medvirkende
- Arline Pretty som Mildred Garson
- Harold Miller som Anthony Moore
- Tom Santschi som Dan Grogan
- Noah Beery som Chang Wo
- Stuart Holmes som Sidney Matthews
- Zella Gray som Rita Garson
- Tom O'Brien som Jim Murphy
- Bessie Wong som Chinese Maid